# José Sá
Pour les articles homonymes, voir Sá.
José Pedro Malheiro de Sá, dit José Sá, né le 17 janvier 1993 à Braga, est un footballeur international portugais qui évolue au poste de gardien de but aux Wolverhampton Wanderers.

## Biographie

### En club

#### Débuts et formation au Portugal (2011-2013)
José Sá est formé avec l'équipe réserve du C.S Marítimo ainsi que du FC Porto.

#### Passage chez les professionnels à Porto et prêt à l'Olympiakos (2016-2019)
Promu dans le groupe professionnel, José Sá fait figure de doublure en ne joue que très peu avec son club.
Ainsi, il est prêté lors de la saison 2018-2019 en Grèce à l'Olympiakos avec lequel il va être titulaire

#### Transfert définitif à l'Olympiakos (2019-2021)
Le 15 mai 2019, l'Olympiakos lève l'option d'achat de Sá, qui s'élève à 2,5 millions d'euros.

#### Wolverhampton Wanderers (2021-)
En 2021, il s'engage au Wolverhampton Wanderers.

### En sélection

#### Avec les jeunes (2013-2016)
Avec la sélection portugaise, il participe au Tournoi de Toulon 2013, puis à la Coupe du monde des moins de 20 ans 2013 organisée en Turquie. Lors du mondial, il joue 4 matchs et atteint le stade des huitièmes de finale.
José Sá dispute ensuite l'Euro espoirs 2015 qui se déroule en Tchéquie et atteint la finale en étant battue par la Suède aux tirs au but.

#### Avec les A (2017-)
José Sá est appelé pour la première fois avec la sélection portugaise en 2017 en tant que troisième gardien mais ne joue pas. Cette même année, il dispute la Coupe des Confédérations 2017 dans laquelle le Portugal obtiendra la troisième place. 
Il n'est pas retenu pour la Coupe du monde de football de 2018 ni pour le Championnat d'Europe 2020, mais remporte néanmoins la Ligue des nations de l'UEFA 2018-2019.
Le 10 novembre 2022, il est retenu par Fernando Santos pour participer à la Coupe du monde 2022 mais ne dispute aucun match.
Le 16 novembre 2023, il honore sa première sélection avec le Portugal dans le cadre des éliminatoires du Championnat d'Europe de football 2024 contre le Liechtenstein et réalise un clean sheet lors de la victoire portugaise (2-0).
En mai 2024, il fait partie de la liste des 26 joueurs convoqués par Roberto Martinez pour disputer l'Euro 2024 .

## Palmarès
José Sá est finaliste de l'Euro espoirs 2015 avec le Portugal.
- FC Porto
  - Champion du Portugal en 2018
  - Vice-champion du Portugal en 2017
- Olympiakos
  - Champion de Grèce en 2020

### En sélection
- Portugal
  - Vainqueur de la Ligue des Nations en 2019 et 2025